# La Loi du chaos
La Loi du chaos est une série de bande dessinée d'herois fantasy écrite par Bruno Falba  et dessinée par François Tasiaux. Ses trois volumes ont été publiés par Soleil entre 2002 et 2006.

## Albums
- La Loi du chaos, Soleil  :

1. Elfes noirs, 2002  (ISBN 2-84565-202-X)[1].
2. L'Ombre du doute, 2004  (ISBN 2-84565-565-7).
3. La Fin d'un cycle, 2006  (ISBN 2-84946-289-6).